# 法律顧問
法律顾问是指就法律事务方面提供建议的人。這類人通常被公司僱傭，在公司的法务部门任職，帮助企业防范法律风险。這些人經常由律師擔任，但法律顧問不等同於律師。他們主要担任顾问角色，而且企業在訴訟時經常聘请外面的律师代理诉讼，並不會直接找法律顧問擔任公司的辯護律師。